# Bulkington Pass
Bulkington Pass är ett bergspass i Antarktis. Det ligger i Västantarktis. Argentina, Chile och Storbritannien gör anspråk på området. Bulkington Pass ligger 630 meter över havet.
Terrängen runt Bulkington Pass är kuperad. Trakten är obefolkad. Det finns inga samhällen i närheten. 